# 王雪梅 (1965年)
王雪梅（1965年5月—），山东惠民人，汉族，九三学社社员。中华人民共和国政治人物、第十三届全国人民代表大会山东省代表。

## 生平
2018年，王雪梅被选为山东省出席第十三届全国人民代表大会代表。